# Sara Santoro
Sara Santoro (Seregno, 28 août 1950- Chieti, 22 septembre 2016) est une archéologue et enseignante italienne. Elle a été en outre directrice du musée archéologique de Bazzano dans la province de Bologne et professeur d'archéologie gréco-romaine à l'université de Parme et à l'Université de Chieti.

## Biographie
Sara Santoro est née à Seregno, étudie à l'université de Bologne où elle rencontre celui qui devient son époux en 1970.
Professeur associé d'archéologie gréco-romaine à l'université de Parme de 1997 à 2009, elle est professeur d'architecture classique à l'université de Chieti de 2009 à 2016.
Elle meurt à Chieti en 2016 et est inhumée à Cesena.

## Travaux
Sara Santoro a travaillé à Pompéi, (Insula del Centenario, 1998-2005), au bourg fortifié de Castelraimondo (1988), Bliesbruck à la frontière franco-allemande (2008, en collaboration avec l'archéologue français Jean-Paul Petit)  et sur le site de l'amphithéâtre de Durrës en Albanie dont elle été directrice de la mission de l'université de Parme.